# نیلی سیر
نیلی سیر یا ایندیگو (به انگلیسی: Indigo) رنگی است بین آبی و بنفش، در طیف الکترومغناطیسی در طول موج حدود ۴۲۰ و ۴۵۰ نانومتر. این رنگ یکی از رنگ‌های تشکیل دهندهٔ رنگین کمان می‌باشد.